# キングスレイ・マドゥ
キングスレイ・マドゥ（英語: Kingsley Madu、1995年12月12日 - ）は、ナイジェリア・カドゥナ出身のプロサッカー選手。ナイジェリア代表。ポジションは、ディフェンダー。

## 経歴

### クラブ
2014年1月、モーゼズ・サイモンとともにスロバキアのASトレンチーンと契約を結んだ。
2016年8月、SVズルテ・ワレヘムに移籍。

### 代表
ナイジェリア代表の一員としてリオデジャネイロオリンピックに参加した。

## タイトル
ASトレンチーン
- フォルトゥナ・リーガ: 2014–15, 2015-16
- スロヴェンスキー・ポハール: 2014–15, 2015-16

ナイジェリア代表
- リオデジャネイロオリンピック: 銅メダル